# Platycnemis doi
Platycnemis doi là loài chuồn chuồn trong họ Platycnemididae. Loài này được Hämäläinen mô tả khoa học đầu tiên năm 2012.